# Kid Kaplan
Kid Kaplan est un boxeur américain né le 15 octobre 1901 à Kiev, Ukraine, et mort le 26 octobre 1970.

## Carrière
Il remporte le titre de champion du monde des poids plumes laissé vacant par Johnny Dundee en battant le 2 janvier 1925 Danny Kramer par arrêt de l'arbitre au 9e round. Kaplan conserve trois fois son titre puis le laisse à son tour vacant en juillet 1926 pour combattre en poids légers. Il met un terme à sa carrière en 1933 et compte à son palmarès 122 victoires (dont une aux points contre le français Maurice Holtzer en juin 1930), 22 défaites et 16 matchs nuls.

## Distinction
- Kid Kaplan est membre de l'International Boxing Hall of Fame depuis 2003[1].